# Buzsáki hímzés

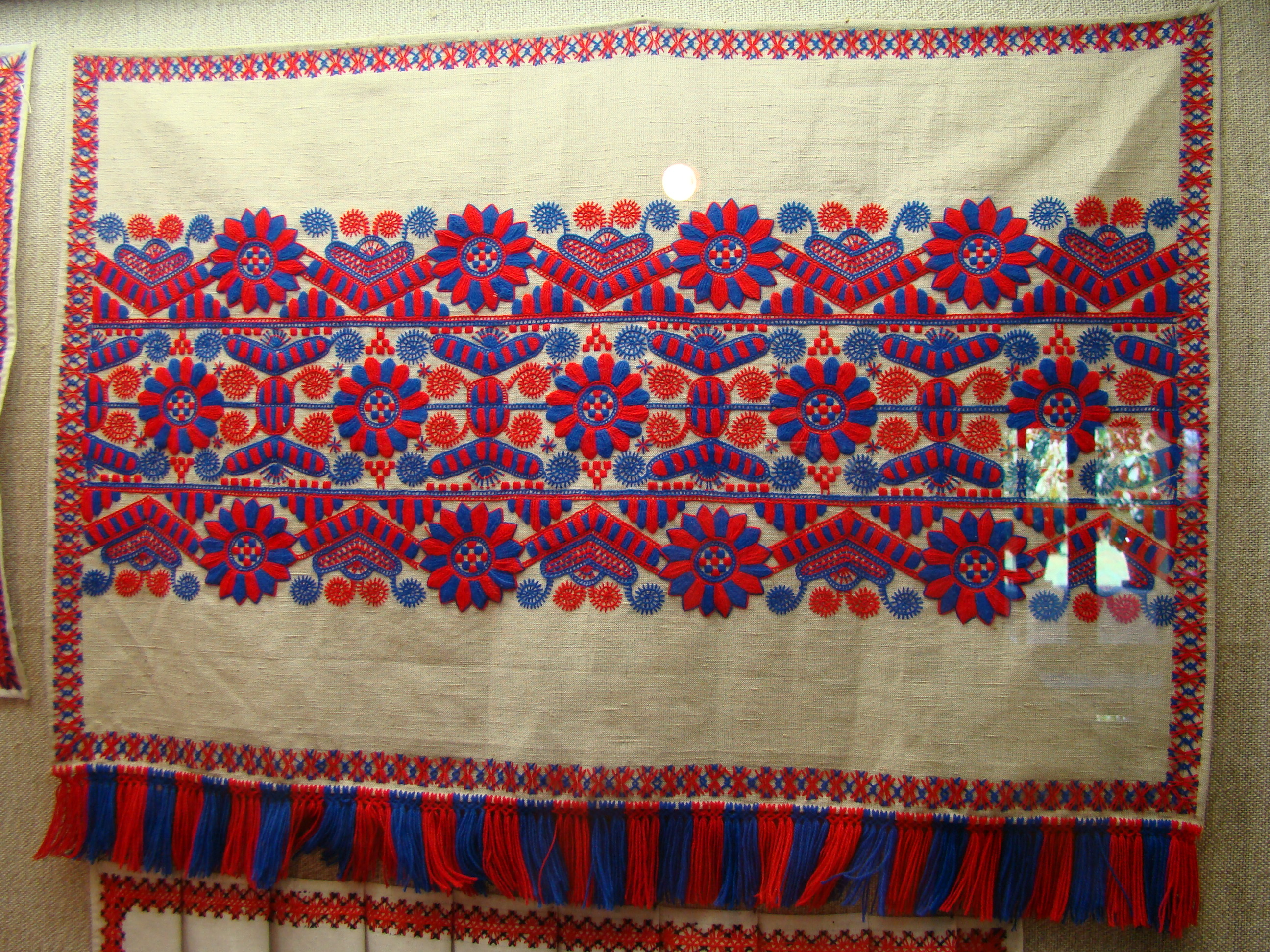
Buzsáki hímzés, falvédő

A buzsáki hímzés négy (eredetileg horvát és szlovén lakosú) somogyi falu: Buzsák, Tótszentpál, Varjaskér és Táska lakosságának ingekre, párnavégekre és lepedőre dolgozott varrásai.

## Csoportosítása és motívumkincse
- A fehérhímzés jellegzetes motívuma a levél és a sakktáblaszerű térkitöltő elem, valamint a merev láncöltéssor. Ezeket hármas laposöltéses cikk-cakk vonalként képzett háromszögek közé helyezték el..[2]
- A kék-piros pamuthímzés, más néven vézás[3] hímzés a legismertebb a buzsáki hímzésfajták közül; az 1960-as években még az általános iskolákban is tanították kézimunka órákon. Nagy rozettákat alkalmaznak, amelyeknél a szirmokat váltakozva kell kivarrni a kétfajta fonállal laposöltéssel, a szirmok lezárása láncöltéssel történik. A kék-piros hímzés zegzugvonalai kiemeltek, s a rozetták ezek közeiben helyezkednek el.
- A színes gyapjúhímzés motívumai azonosak a pamuthímzésével, ám a fonal anyaga miatt ezeket lazábban helyezték el.[4]

## Alapanyag és öltésfajták
A vastag kender vagy finomabb pamutos vásznat használták a hímzések alapanyagaként jellegzetesen, ám az ágyneműk között gyolcsot (legfinomabb szövésű pamut vászon) is lehetett találni. Többnyire alkalmazott öltésfajták: laposöltés, hamis laposöltés, háromsoros laposöltés,  keresztöltés(keresztszemes hímzés), láncöltéssor, zsinóröltés, huroköltés, előöltés és négyzetöltések. A hímzéseken még subrika, rátétmunka vagy szalagdíszítés jelent meg térkitöltő elemként.

## Alkalmazása
Mindhárom csoportba tartozó hímzésféleséget alkalmazták az ingeken; általában keresztben haladt a minta a szűk rövid ingujjakon, míg a bővülő hosszabb ujjakon hosszában. Lepedőkön jellemző volt a kék-piros pamutos hímzés. Párnavégeken gyakori volt a színes gyapjúhímzés.